# Henriette Calais
Pour les articles homonymes, voir Calais.
 (janvier 2019).
Henriette Calais, née le 15 février 1863  à Vilvorde et morte le 13 septembre 1951 à Woluwe-Saint-Pierre, est une peintre, dessinatrice et sculptrice belge

## Biographie
Henriette Joséphine Calais naît à Vilvorde en 1863, fille de Philippe Théodore Calais, relieur né à Gand, et Joséphine Henriette Jeanne Lauretten, son épouse, née à Bruxelles.
Elle commence sa carrière à Namur, avant d'intégrer l'Académie des Beaux-Arts de Bruxelles. Elle fait partie de la première génération de femmes formées à l'Académie de Bruxelles qui est fermée aux femmes jusqu'en 1889.
Représentante du mouvement symboliste belge, Calais expose aux Salon triennaux de Bruxelles, Gand et Anvers, ainsi qu'aux Salons d'Art idéaliste, organisés par le peintre Jean Delville.
À partir du débuts des années 1900, elle participe chaque année au vernissage du salon annuel de La Libre Esthétique, événement majeur de la vie artistique bruxelloise.
En 1920, elle est faite chevalier de l'Ordre de Léopold.
Après la Première Guerre mondiale, sa carrière ralentit fortement. Elle emménage à Woluwe-Saint-Pierre en 1922, où elle vit jusqu'à sa mort, en 1951.

## Distinctions
- Chevalier de l'ordre de Léopold